# Eigo Sekine
Eigo Sekine (関根 永悟 Sekine Eigo?, nacido el 11 de septiembre de 1981 en Saitama) es un exfutbolista japonés. Jugaba de defensa y su último club fue el Ehime FC de Japón.

## Trayectoria

### Clubes
| Club                  | País  | Año         |
| --------------------- | ----- | ----------- |
| Honda Luminozo Sayama | Japón | 2000 - 2004 |
| Ehime FC              | Japón | 2005 - 2014 |

## Estadística de carrera

### J. League
| Club     | Año   | J. League | J. League | Copa J. League | Copa J. League | Total | Total |
| Club     | Año   | Part.     | Goles     | Part.          | Goles          | Part. | Goles |
| -------- | ----- | --------- | --------- | -------------- | -------------- | ----- | ----- |
| Ehime FC | 2006  | 15        | 1         | -              | -              | 15    | 1     |
| Ehime FC | 2007  | 20        | 0         | -              | -              | 20    | 0     |
| Ehime FC | 2008  | 18        | 0         | -              | -              | 18    | 0     |
| Ehime FC | 2009  | 30        | 0         | -              | -              | 30    | 0     |
| Ehime FC | 2010  | 35        | 0         | -              | -              | 35    | 0     |
| Ehime FC | 2011  | 22        | 1         | -              | -              | 22    | 1     |
| Ehime FC | 2012  | 25        | 0         | -              | -              | 25    | 0     |
| Ehime FC | 2013  | 8         | 0         | -              | -              | 8     | 0     |
| Ehime FC | 2014  | 4         | 0         | -              | -              | 4     | 0     |
| Total    | Total | 177       | 2         | 0              | 0              | 177   | 2     |